# Serie A1 2016-2017 (pallanuoto femminile)
La Serie A1 2016-2017 è stata la 33ª edizione della massima serie del campionato italiano femminile di pallanuoto. La regular season è iniziata il 15 ottobre 2016 e si è conclusa il 6 maggio 2017; da quest'anno i play-off saranno articolati con la formula della Final Six, che si è disputata alla Piscina Comunale di Rapallo e sono iniziati l'11 maggio e sono terminati il 13 maggio.
Le squadre neopromosse sono: la debuttante Pescara Nuoto e Pallanuoto e la SIS Roma (che torna nella massima serie dopo un anno di A2) e l'altra debuttante Nuoto Club Milano (ripescata dopo la cessione del titolo sportivo del Prato Waterpolo).
Il 26 settembre fallisce la R.N. Bogliasco, la cui eredità sportiva viene presa dal Bogliasco 1951, nuova società che permette alla cittadina ligure di mantenere una squadra nel massimo campionato nazionale.

## Squadre partecipanti
| Club              | Città        | Piscina                                 | Stagione 2015-2016                                                                                              |
| ----------------- | ------------ | --------------------------------------- | --- |
| Bogliasco         | Bogliasco    | Stadio del Nuoto "Gianni Vassallo"      | 3ª in Serie A1; vincitrice della Coppa Italia                                                                   |
| Bologna           | Bologna      | Centro Sportivo dello Sterlino          | 8ª in Serie A1                                                                                                  |
| Cosenza           | Cosenza      | Piscina olimpionica                     | 7ª in Serie A1                                                                                                  |
| Messina           | Messina      | Piscina Comunale Cappuccini             | 2ª in Serie A1                                                                                                  |
| NC Milano         | Milano       | Piscina Saini - Centro Forlanini Milano | 2ª nel girone Nord di Serie A2; finalista Play-off; ripescata dopo cessione titolo sportivo del Prato Waterpolo |
| Orizzonte CT      | Catania      | Piscina Comunale "F. Scuderi"           | 6ª in Serie A1                                                                                                  |
| Pescara           | Pescara      | Piscina Comunale                        | 2ª nel girone Sud di Serie A2; vincitrice play-off                                                              |
| Plebiscito Padova | Padova       | Centro Sportivo del Plebiscito          | 1ª in Serie A1; campione d'Italia in carica                                                                     |
| Rapallo           | Rapallo (GE) | Piscina Comunale                        | 4ª in Serie A1                                                                                                  |
| SIS Roma          | Roma         | Stadio Olimpico del Nuoto               | 1ª nel girone Sud di Serie A2; vincitrice play-off                                                              |

## Allenatori
| Club              | Allenatore          |
| ----------------- | ------------------- |
| Bogliasco         | Mario Sinatra       |
| Bologna           | Giacomo Grassi      |
| Cosenza           | Marco Capanna       |
| Messina           | Maurizio Mirarchi   |
| NC Milano         | Fabrizio Diblasio   |
| Orizzonte CT      | Martina Miceli      |
| Pescara           | Tommaso Cianfrone   |
| Plebiscito Padova | Stefano Posterivo   |
| Rapallo           | Luca Antonucci      |
| SIS Roma          | Pierluigi Formiconi |

## Classifica
|  | Pos. | Squadra           | Pt | G  | V  | N | P  | GF  | GS  | DR   |
|  | ---- | ----------------- | -- | -- | -- | - | -- | --- | --- | ---- |
|  | 1.   | Plebiscito Padova | 51 | 18 | 17 | 0 | 1  | 199 | 79  | +120 |
|  | 2.   | Messina           | 43 | 18 | 14 | 1 | 3  | 220 | 145 | +75  |
|  | 3.   | Orizzonte CT      | 41 | 18 | 13 | 2 | 3  | 211 | 151 | +60  |
|  | 4.   | Bogliasco         | 38 | 18 | 12 | 2 | 4  | 172 | 129 | +43  |
|  | 5.   | SIS Roma          | 21 | 18 | 6  | 3 | 9  | 166 | 188 | -22  |
|  | 6.   | NC Milano         | 18 | 18 | 5  | 3 | 10 | 105 | 154 | -34  |
|  | 7.   | Cosenza           | 17 | 18 | 5  | 2 | 11 | 131 | 154 | -23  |
|  | 8.   | Bologna           | 15 | 18 | 5  | 0 | 13 | 107 | 184 | -77  |
|  | 9.   | Rapallo           | 14 | 18 | 4  | 2 | 12 | 123 | 152 | -29  |
|  | 10.  | Pescara           | 4  | 18 | 1  | 1 | 16 | 114 | 213 | -99  |

### Calendario e risultati
| 15-10-16 | 1ª giornata          | 11-02-17 |
| 4-17     | Pescara - Plebiscito | 5-12     |
| 11-8     | SIS Roma - NC Milano | 3-4      |
| 13-5     | Bogliasco - Bologna  | 11-6     |
| 16-9     | Orizzonte - Rapallo  | 9-6      |
| 12-7     | Messina - Cosenza    | 7-6      |

| 05-11-16 | 4ª giornata            | 18-03-17 |
| 2-7      | NC Milano - Plebiscito | 3-12     |
| 16-16    | Orizzonte - SIS Roma   | 15-8     |
| 12-11    | Rapallo - Pescara      | 8-5      |
| 6-13     | Bologna - Messina      | 5-13     |
| 3-7      | Cosenza - Bogliasco    | 8-10     |

| 21-01-17 | 7ª giornata            | 22-04-17 |
| 8-8      | Pescara - SIS Roma     | 7-10     |
| 5-5      | NC Milano - Rapallo    | 6-5      |
| 7-8      | Bogliasco - Messina    | 9-10     |
| 9-5      | Plebiscito - Orizzonte | 9-6      |
| 14-6     | Cosenza - Bologna      | 10-7     |

| 22-10-16 | 2ª giornata            | 25-02-17 |
| 5-4      | NC Milano - Pescara    | 10-4     |
| 10-14    | Rapallo - Messina      | 10-12    |
| 7-17     | Bologna - Orizzonte    | 8-17     |
| 7-8      | Plebiscito - Bogliasco | 5-2      |
| 5-8      | Cosenza - SIS Roma     | 13-13    |

| 12-11-16 | 5ª giornata          | 25-03-17 |
| 14-6     | Plebiscito - Cosenza | 9-3      |
| 8-16     | Pescara - Orizzonte  | 9-11     |
| 9-16     | SIS Roma - Messina   | 12-13    |
| 4-8      | NC Milano - Bologna  | 6-5      |
| 8-8      | Bogliasco - Rapallo  | 9-5      |

| 28-01-17 | 8ª giornata           | 29-04-17 |
| 7-4      | Rapallo - Cosenza     | 4-5      |
| 5-6      | Pescara - Bologna     | 7-13     |
| 8-9      | SIS Roma - Bogliasco  | 11-13    |
| 8-5      | Orizzonte - NC Milano | 14-7     |
| 5-10     | Messina - Plebiscito  | 8-11     |

| 29-10-16 | 3ª giornata           | 04-03-17 |
| 12-16    | Pescara - Cosenza     | 7-6      |
| 8-6      | SIS Roma - Rapallo    | 11-9     |
| 7-7      | Bogliasco - NC Milano | 12-9     |
| 19-1     | Plebiscito - Bologna  | 11-2     |
| 10-10    | Messina - Orizzonte   | 12-13    |

| 19-11-16 | 6ª giornata           | 08-04-17 |
| 11-7     | Orizzonte - Bogliasco | 9-11     |
| 6-9      | Rapallo - Plebiscito  | 2-11     |
| 9-10     | Bologna - SIS Roma    | 10-9     |
| 7-7      | Cosenza - NC Milano   | 8-6      |
| 16-4     | Messina - Pescara     | 18-5     |

| 30-01-16 | 9ª giornata           | 06-05-17 |
| 7-14     | NC Milano - Messina   | 4-19     |
| 13-5     | Bogliasco - Pescara   | 16-4     |
| 6-5      | Bologna - Rapallo     | 3-6      |
| 12-7     | Plebiscito - SIS Roma | 15-4     |
| 6-9      | Cosenza - Orizzonte   | 4-9      |

## Play-off

### Tabellone
|  | Quarti di finale | Quarti di finale | Quarti di finale |              |                   | Semifinali        | Semifinali        | Semifinali |  |  | Finale | Finale | Finale |  |
|  |                  |                  |                  |              |                   |                   |                   |            |  |  |        |        |        |  |
|  |                  |                  |                  |              |                   | 1                 | Plebiscito Padova | 9          |  |  |        |        |        |  |
|  |                  |                  |                  |              |                   | 1                 | Plebiscito Padova | 9          |  |  |        |        |        |  |
|  |                  |                  |                  | Bogliasco    | 3                 |                   |                   |            |  |  |        |        |        |  |
|  | 4                | Bogliasco        | 14               | Bogliasco    | 3                 |                   |                   |            |  |  |        |        |        |  |
|  | 4                | Bogliasco        | 14               |              |                   |                   |                   |            |  |  |        |        |        |  |
|  | 5                | SIS Roma         | 8                |              |                   |                   |                   |            |  |  |        |        |        |  |
|  | 5                | SIS Roma         | 8                |              | Plebiscito Padova | Plebiscito Padova | 7                 |            |  |  |        |        |        |  |
|  |                  |                  |                  |              |                   |                   |                   |            |  |  |        |        |        |  |
|  |                  |                  | Orizzonte CT     | Orizzonte CT | 5                 |                   |                   |            |  |  |        |        |        |  |
|  |                  |                  |                  | Orizzonte CT | 5                 |                   |                   |            |  |  |        |        |        |  |
|  |                  |                  |                  |              |                   |                   |                   |            |  |  |        |        |        |  |
|  |                  |                  |                  |              |                   |                   |                   |            |  |  |        |        |        |  |
|  |                  | 2                | Messina          | 5            |                   |                   |                   |            |  |  |        |        |        |  |
|  |                  |                  |                  | 5            |                   |                   |                   |            |  |  |        |        |        |  |
|  |                  |                  |                  | Orizzonte CT | 11                |                   |                   |            |  |  |        |        |        |  |
|  | 3                | Orizzonte CT     | 10               | Orizzonte CT | 11                |                   |                   |            |  |  |        |        |        |  |
|  | 3                | Orizzonte CT     | 10               |              |                   |                   |                   |            |  |  |        |        |        |  |
|  | 6                | NC Milano        | 9                |              |                   |                   |                   |            |  |  |        |        |        |  |

### Risultati

#### Quarti di finale
| Arbitri: | Fabio Collantoni Vittorio Frauenfelder |

|                                                   |           |                                                       |
| Eggens, Di Mario, Palmieri, Marletta, Riccioli: 2 | Marcatori | 3: Zerbone 2: Scialla, Pustynnikova 1: Comba, Cordaro |

| Arbitri: | Massimo Calabrò Marco Ercoli |

|                                                                                   |           |                                                                |
| Dufour: 3 Viacava, Zimmerman, Giulia Millo, Cocchiere, Frassinetti: 2 Rambaldi: 1 | Marcatori | 2: Gual Rovirosa, Giovannangeli, Giachi 1: Picozzi, Sinigaglia |

#### Semifinale
| Arbitri: | Fabio Collantoni Vittorio Frauenfelder |

|                                                                 |           |                        |
| Barzon: 3 M. Savioli: 2 I. Savioli, Gottardo, Dario, Galardi: 1 | Marcatori | 2: Dufour 1: Zimmerman |

| Arbitri: | Bruno Navarra Arnaldo Petronilli |

|                                      |           |                                                        |
| Gitto: 2 Begin, Chiappini, Aiello: 1 | Marcatori | 4: Palmieri 2: Garibotti, Eggens, Di Mario 1: Marletta |

### Finale
| Arbitri: | Fabio Collantoni Luca Castagnola |

|                                                     |           |                                  |
| Barzon, I. Savioli: 2 M. Savioli, Millo, Galardi: 1 | Marcatori | 2: Eggens, Di Mario 1: Garibotti |

### Finale per il 3º posto
| Arbitri: | Arnaldo Petronilli Vittorio Frauenfelder |

|                                          |           |                                                             |
| Zimmerman, Dufour, Cocchiere: 2 Maggi: 1 | Marcatori | 3: Aiello 2: Gitto, Radicchi 1: Chiappini, Morvillo, Kuzina |

### Finale per il 5º posto
| Arbitri: | Riccardo D'Antoni Luca Castagnola |

|                                                       |           |                                                               |
| Scialla: 4 Pustynnikova: 3 Zerbone, Crudele, Magni: 1 | Marcatori | 4: Gual Rovirosa, Tankeeva 3: Picozzi, Sinigaglia 2: Mirarchi |

### Spareggio playout per l'8º posto
| Arbitri: | Bruno Navarra Riccardo D'Antoni |

|                                      |           |                                           |
| Montero Abla: 4 Budassi, Centanni: 1 | Marcatori | 4: Zanetta 2: Gragnolati 1: Avegno, Cotti |

## Verdetti
- Plebiscito Padova: campione d'Italia.
- Plebiscito Padova, Orizzonte CT e Messina: qualificate alla LEN Euro League Women 2017-2018
- Bologna e Pescara: retrocesse in Serie A2 2017-2018.